# René Herrera
René del Carmen Herrera (Santa Ana, Tucumán) es un exfutbolista argentino que se desempeñaba como delantero.

## Trayectoria

### Atlético Tucumán
Nacido en Santa Ana, Herrera se mudó a San Miguel de Tucumán, para jugar en Atlético Tucumán. Debutó con la camiseta del decano en 1962, cuando Atlético venía de consagrarse pentacampeón tucumano. En su primer año se coronó campeón, algo que repitió en 1963 y 1964, obteniendo el último de manera invicta y firmando el octacampeonato de la institución. Herrera jugó en Atlético Tucumán hasta el año 1965.

### Tigre
En 1966 fue transferido al fútbol de Buenos Aires y se sumó a Tigre. En 1967 fue subcampeón de la B Metropolitana y obtuvo el ascenso al campeonato metropolitano.

### Comunicaciones
En 1969 pasó a Comunicaciones, cuando el club jugaba en la C Metropolitana. En su primer año se coronó campeón y obtuvo el primer ascenso de la historia del club a la B Metropolitana, siendo uno de los goleadores del equipo y del torneo.

## Clubes
| Club             | País      |
| ---------------- | --------- |
| Atlético Tucumán | Argentina |
| Tigre            | Argentina |
| Comunicaciones   | Argentina |

## Palmarés
| Título          | Equipo           | País      | Año  |
| --------------- | ---------------- | --------- | ---- |
| Liga Tucumana   | Atlético Tucumán | Argentina | 1962 |
| Liga Tucumana   | Atlético Tucumán | Argentina | 1963 |
| Liga Tucumana   | Atlético Tucumán | Argentina | 1964 |
| C Metropolitana | Comunicaciones   | Argentina | 1969 |